# Халумі

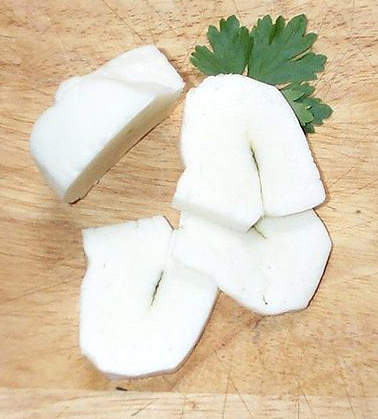
Свіжий халумі з м'ятою

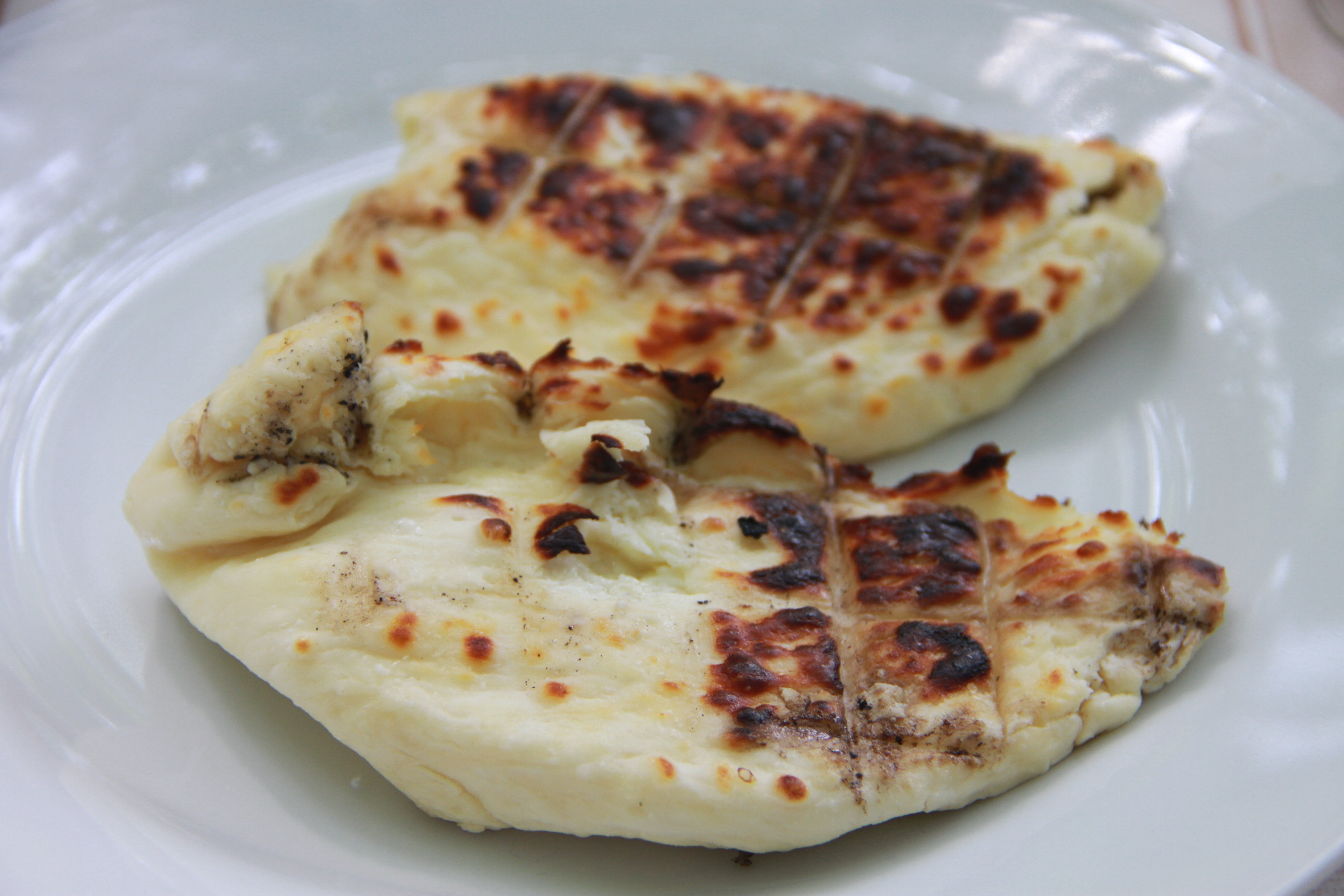
Смажений на грилі халумі

Халу́мі (грец. χαλούμι, тур. hellim, араб. حلوم, мар. xallúm) — напівтвердий солоний сир, вироблений з суміші козячого та овечого молока (іноді містить і коров'яче молоко). Він є широко розповсюдженим в кухні країн Леванту та відомий в Європі як частина передусім кіпрської кухні. Халумі має високу температуру плавлення, і тому його часто готують на грилі або просто смажать.

## Основні відомості
Сир білого кольору, з відмінною шаруватою текстурою, аналогічною моцарелі і має легко солоний смак. Зберігається в розсолі, і може зберігатися до одного року, якщо заморожений нижче −18 °C і розморожений до +4 °C для продажу в супермаркетах. Дуже часто до сиру додають м'яту. М'ята підсилює смак та зокрема має природну антибактеріальну дію, що збільшує термін зберігання сиру. Сири халумі промислового виготовлення містять більше коров'ячого молока, ніж козячого та овечого. Це знижує витрати на виробництво, але змінює смак і поведінку сиру при обсмажуванні.
Особливість його приготування полягає в тому, що він може бути обсмажений до красивого золотисто-коричневого кольору, завдяки вищій, ніж у інших сирів, температурі плавлення. Це робить його придатним для смаження або грилю (як, наприклад, в саганакі), і в такій якості використовується як наповнювач в салатах, або подається зі смаженими овочами. Кіпріоти, в жарку пору року їдять халумі з кавуном. Інший варіант — хаумі і lountza — поєднання зі скибочкою копченої свинини чи баранини або з м'якою баранячою ковбаскою.
Властивість чинити опір плавленню виникає завдяки особливості виготовлення. Халумі виготовляється з сиру, що піддавався нагріванню до опускання в розсіл у формі. Традиційний халумі має напівкруглу форму, приблизно розміром з великий гаманець, вагою 220–270 г. Вміст жиру становить приблизно 25 % від ваги або 47 % від сухої ваги; близько 17 % білка. Його жорстка текстура призводить до того, що коли його їдять, він поскрипує на зубах.
Попри те, що халумі має спірне походження і виробляється також в інших країнах східного Середземномор'я, його назва зареєстрована в США як торгова марка Кіпром.

## Харчова цінність
Типовий вміст в 100 г продукту:
| Жири                 | 26 г     |
| Вуглеводи            | 1,8 г    |
| Білки                | 22 г     |
| Енергетична цінність | 322 ккал |